# Henry Hyde

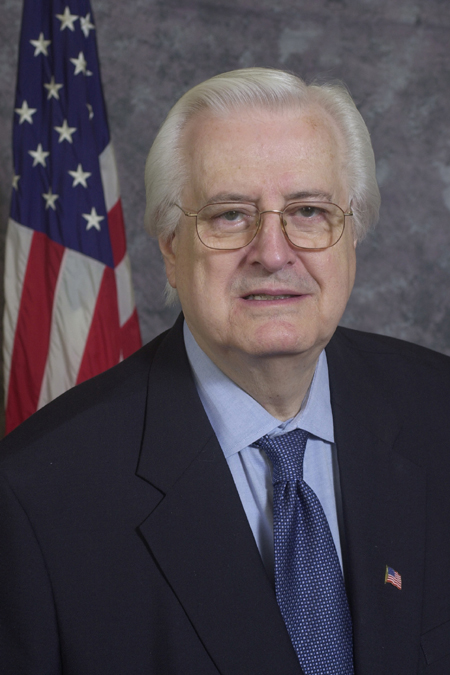
Henry Hyde

Henry John Hyde (18 tháng 4 năm 1924 - 29 tháng 11 năm 2007) là một chính trị gia người Mỹ, từng là dân biểu Hạ viện Hoa Kỳ của đảng Cộng hòa Hoa Kỳ từ năm 1975 đến năm 2007, đại diện cho khu vực bầu cử 6 của Illinois, một khu vực ngoại ô phía tây bắc của Chicago. Ông là Chủ tịch Ủy ban Tư pháp Hạ viện Hoa Kỳ từ 1995 đến 2001, và Ủy ban Quan hệ Quốc tế Hạ viện Hoa Kỳ từ 2001 đến 2007.

## Tiểu sử
Hyde sinh ra ở Chicago, mẹ là Monica (Kelly) và cha là Henry Clay Hyde. Cha ông là người Anh và mẹ anh là Công giáo Ireland. Gia đình anh ủng hộ Đảng Dân chủ. Hyde tốt nghiệp từ Trường trung học St. George năm 1942. Anh theo học Đại học Duke, nơi anh gia nhập Huynh đệ Sigma Chi, tốt nghiệp Đại học Georgetown và có bằng tiến sĩ luật tại Trường Luật Chicago Đại học Loyola. Hyde đã chơi bóng rổ cho Georgetown Hoyas, nơi anh đã giúp đưa đội đến trận đấu tranh chức vô địch 1943. Ông phục vụ trong Hải quân trong thế chiến II. Ông vẫn thuộc lực lượng dự bị từ năm 1946 đến năm 1968, với tư cách là một sĩ quan phụ trách Đơn vị Dự trữ Tình báo Hải quân Hoa Kỳ tại Chicago. Ông đã nghỉ hưu với cấp bậc tư lệnh. Năm 1955, Hyde gia nhập Hiệp sĩ Columbus, và là thành viên của Hội đồng Father McDonald 1911 ở Elmhurst, Illinois.